# История на наградите Оскар
Историята на наградите „Оскар“ започва през 1929 г. Първите награди са раздадени на банкет в залата Бласъм рум в холивудския Рузвелт Хотел на 16 май 1929 г., но сред участниците в банкета няма особено напрежение, тъй като имената на победителите са известни от 18 февруари, 3 месеца по-рано. Първите наградени филми са заснети между 1 август 1927 г. и 31 юли 1928 г. Първоначално гласуват всички членове на Академията, като номинират кандидатите във всички категории. След това пет комисии определят десетимата претенденти с най-много гласове за номинации в по три категории. Компетентно жури от петима членове отличава финалистите. От 23 март 2002 г., церемонията по награждаването се състои в специално посветения на това „Дом на Оскарите“ – кинотеатъра Кодак в Холивуд, недалеч от Рузвелт Хотел.

## Най-важното и интересното по десетилетия
На 24 февруари 2008 най-престижните филмови статуетки „Оскар“ са раздадени за 80-и път. Всяка година от 1929 насам церемонията по обявяването се помни не само със сълзи на радост, а и с гафове, кражби и недоразумения. Въпреки това традиционното шоу в Лос Анджелис с годините се превръща в най-очакваното събитие за хората на киното и неговите почитатели. И едва ли е само заради филмите и любимите лица от екрана – оказва се, че най-масовото изкуство е свързано колкото с емоциите и любопитството на зрителите, толкова и с политиката, обществените настроения, научните изобретения – с развитието на живота въобще.

### 1929 – 1938
Времето на Великата депресия е началото на Златната ера в Холивуд. Кинематографията се превръща в четвъртата по сила индустрия в Америка. Произвеждат се по 800 филма на година. Развива се цветното кино. Появява се първият вестник, посветен на седмото изкуство – The Hollywood Reporter (1930). Създава се Гилдията на режисьорите. Възниква и т. нар. Голяма петорка: 20th Century Fox, MGM, Paramount, Warner Bros, RKO Radio. Приема се Кодекс за филмовото производство (1930), който регламентира това, което може да се показва на екрана (например не се допуска престъпление по начин, който да помогне възпроизвеждането му в реалността). Най-популярните жанрове по онова време са мюзикълът, уестърните и гангстерските филми.

#### Рози
- През 1929 г. новосъздадената Академия за филмово изкуство с 230 членове учредява собствен приз за най-добрите филми през 1927 – 1928. Имената на наградените са обявени още в началото на годината, а през май се състои банкет с 270 гости. Билетите струват $5. На вечерята сервират филе от калкан, а цялата церемония по награждаването отнема 5 минути.
- През 1933 г. сухият режим остава в миналото, а след церемонията за пръв път легално предлагат алкохол. Същата година, получавайки статуетката за филмчетата „Трите прасенца“, Уолт Дисни за пръв път произнася името на гологлавия златен мъж Оскар от сцената.
- През 1935 г. с акцията по гласуването се заема Pricewaterhouse, която брои гласовете и до днес.

#### Бодли
- През 1938 г. Академията отказва да номинира „Снежанка и седемте джуджета“ на Дисни, спечелил космическите за онова време $8 млн., за да не създаде прецедент с награждаването на анимационен филм. Дисни получава специален приз – Оскар и 7 малки оскарчета.

### 1939 – 1948
Времето на Втората световна война и, съвсем логично, на най-ниските в историята на Холивуд приходи в кината. През 1939 официално е представена новата „машинка“ – телевизорът. Ражда се жанрът „ноар“: на екран излиза „Малтийският сокол“ на Джон Хюстън (1941). Мери Пикфорд, Чарли Чаплин, Уолт Дисни, Орсън Уелс, Самюъл Голдуин, Дейвид О. Селзник, Александър Корда и Уолтър Уонгър създават Общество на независимите кинопродуценти (1941). По време на войната Офисът за военна информация заявява, че преди да снима, всеки режисьор и продуцент трябва да си зададе въпроса: „Този филм ще помогне ли за победата?“

#### Рози
- Имената на носителите на Оскар обикновено са известни предварително на академиците. След като списъкът с призьорите обаче е публикуван преди церемонията във вечерното издание на L. A. Times, убивайки цялата интрига, през 1940 са въведени нови правила – победителите стават известни едва на сцената.
- Заради военновременни икономии от 1943 до 1945 статуетките се правят от гипс. По-късно лауреатите от 1943 – 1945 получават стандартните позлатени бронзови награди.

#### Бодли
- Най-добрият филм на 1941 г. и безусловно един от най-добрите в историята на киното – „Гражданинът Кейн“ на Орсън Уелс, получава само статуетка за сценарий.

### 1949 – 1958
Следвоенна атмосфера, времето на маккартизма (антикомунистически настроения, „черни списъци“, включително и на звезди, които от политически съображения не бива да се номинират за Оскар). През това десетилетие се появяват кредитните карти, абстрактното изкуство, рокенролът, автокината и бързите закуски. Тогава е и т. нар. бейби бум. Телевизията става все по-популярна, приходите в кината намаляват. Актьорът Джеймс Стюарт пръв в историята се отказва от хонорар, сключвайки вместо него договор за процент от печалбата (1950). Продадени са първите видеомагнетофони (1956). В киното се появяват младите герои бунтари (Джеймс Дийн, Пол Нюман, Марлон Брандо) и секси героини (Мерилин Монро, Ава Гарднър, Ким Новак). На мода са нискобюджетният хорър и научната фантастика.

#### Рози
- През 1949 г. британски филм получава за пръв път Оскар – „Хамлет“ с Лорънс Оливие.
- През 1952 „Трамвай „Желание““ на Елия Казан е първият филм, получил едновременно 3 награди за актьорска игра: Вивиан Лий, Карл Молдън и Ким Хънтър. Изпълнителят на главната роля обаче – Марлон Брандо, остава без приз.
- През 1953 NBC (съкращение на „Национална Разпространителна Корпорация“ от английски National Broadcasting Corporation: Нешънъл броудкастин корпорейшън) купува правата за излъчване на церемонията по телевизията за $100 000. Дотогава тя се предава по радиото. Първото пряко телевизионно излъчване е през 1958.
- През 1957 се появяват номинациите за най-добър неанглоезичен филм. Първият Оскар в тази категория е за „Пътят“ на Федерико Фелини.

#### Бодли
- През 1953 „Аз пея под дъжда“ – получава само 2 номинации за Оскар и нито една статуетка.

### 1959 – 1968
В Европа започва т. нар. Нова вълна, а в САЩ се появяват „независимите“. Ото Преминджър е първият режисьор, дал легална работа на сценаристи от черните списъци (1959). Правят се опити киното да се доближи до реалността с помощта на различни средства – някои развиват cinema verite, други използват новите технологии Aroma-Rama и Smell-O-Vision, които прибавят аромати към филмите (миризливото развлечение не просъществува дълго). В англоезичното кино за пръв път звучи думата „хомосексуален“ (1961). През 1963 е изграден първият мултиплекс. В Кодекса за филмовото производство са внесени поправки, например: на екрана може „да се целуват страстно“ (1966). През 1968 е въведена нова система за категоризиране, която съществува с леки изменения: от G – за всички възрасти, до X – забранено за деца до 16 години. Случват се и „по-дребни“ неща: първият филм за Джеймс Бонд, танцът туист, цветната телевизия, минижупът, кубинската криза, бийтълманията, сексуалната революция, движението срещу войната във Виетнам, Студената война, смъртта на Мерилин Монро, убийството на Джон Кенеди….

#### Рози
- Сутринта след победата на филма „Джиджи“ на Винсънт Минели (на компанията MGM, 1959) секретарките на студията временно са задължени да поздравяват всички, които се обаждат по телефона, не с обичайното: „Ем-Джи-Ем, добър ден!“, а с „Ем-Джиджи-Ем, добър ден!“.
- На собствениците на кина се забранява да продават храна преди прожекциите на Бен-Хур (11 награди Оскар, 1960) – продуцентите смятат, че появата на филма е културно събитие и не бива да се опошлява с пуканки.
- През 1964 за пръв път се присъжда Оскар на тъмнокож актьор – Сидни Поатие („Поляната с лилиите“). „Никога няма да преживея подобно нещо! Никога, при никакви обстоятелства!“, казва той пред журналисти малко преди церемонията. През 2002 отново взе Оскар – този път почетен.
- През 1966 „Мери Попинс“ и „Кой се страхува от Вирджиния Улф?“ получават по 13 номинации. Церемонията за пръв път се излъчва цветно. Водещият Боб Хоуп обявява: „За пръв път можете да видите как загубилите наистина позеленяват.“
- Роналд Рейгън за пръв път се появява на церемонията като губернатор на Калифорния, а не като актьор (1967).

#### Бодли
- Най-скъпият филм в историята на киното дотогава – „Клеопатра“ на Джоузеф Манкевич ($44 милиона, без да се отчита инфлацията), се превръща и в един от най-големите провали. Вярно, получава 4 статуетки Оскар, но второстепенни.

### 1969 – 1978
Холивудската нова вълна – старците умират, приижда младежта. Секс, наркотици и рокенрол. В музиката – пънк и зараждане на диското, в киното – мода на насилието, хоръра и катастрофичните ленти. Премиера на IMAX в Япония (1970). Порното филмът „Дълбокото гърло“ събира над милион долара (1972). За да печелят повече пари, студиите решават да пускат премиерно филмите не в средата на седмицата, а в петък, преди почивните дни (1973). През 1976 се появява Dolby Stereo. Година по-късно „Челюсти“ на Спилбърг и „Междузвездни войни“ на Джордж Лукас раждат понятието „блокбастър“. Появява се първият „лазерен видеодиск“ (1978). И още – нефтени кризи, интерес към екологията, феминизъм, теорията за черните дупки, микропроцесорът, примитивните персонални компютри, микровълновите фурни, оттеглянето на войските от Виетнам, аферата „Уотъргейт“.

#### Рози
- През 1969 „Война и мир“ на Бондарчук получава Оскар за най-добър неанглоезичен филм.
- Най-неочакваното събитие на десетилетието е Оскарът за „Роки“ (1976) на Силвестър Сталоун: сценарият е написан за 4 дни, филмът струва $ 960 000, но побеждава „Шофьор на такси“ на Мартин Скорсезе, „Телевизионна мрежа“ на Сидни Лумет и „Цялото президентско войнство“ на Алън Пакула.

#### Бодли
- Актьорът Джордж Скот се отказва от статуетката си за ролята в Патън на Франклин Шафнер (1971), заявявайки, че в актьорството не може да има съперничество. В свое интервю той споделя, че „генерал Патън не е бил разбран нито преди, нито сега, затова ме е срам да участвам в това“. Когато след 11 години актьорът все пак решава да погледа Оскаровата церемония, предлагат му билети на последните редове.
- Когато на церемонията през 1973 обявяват, че приза за най-добра мъжка роля получава Марлон Брандо за „Кръстникът“, на сцената се появява момиче в традиционни индиански дрехи и съобщава, че Брандо се отказва от наградата, защото киноиндустрията представя американските индианци в лоша светлина. Момичето се оказва преоблечена актриса, която няколко години преди това печели конкурса „Мис американски вампир“.

### 1979 – 1988
Ерата на бунтарите е отминала, започва ерата на юпитата, а в киното – на блокбастърите и филмите с продължения. Появява се институтът „Сънданс“ (1980) с идеята да развива независимото кино. През 1985 неговият основател Робърт Редфорд започва да се занимава с Американския кинофестивал, преименуван по-късно на „Сънданс“ – най-престижния независим фестивал в света. Развиват се спецефектите, в резултат на което филмопроизводството поскъпва и студиите задълбават най-вече в ленти, които могат да гарантират печалба, а това означава, че в тях задължително трябва да играят звезди. Актьорите започват да настояват за по-високи хонорари и процент от приходите. Случват се крупни сделки – Columbia Pictures е купена от „Кока кола“ (1982), сливат се Юнайтед Артистс и MGM (1981). Роналд Рейгън, бившият президент на актьорската гилдия, става президент на САЩ (1981). 20th Century Fox първа сключва сделка с фирми, продавайки им възможност да рекламират продукцията си в нейните филми (1983). Въвежда се категорията PG-13 – ленти, на които деца се допускат само с родител. Какво друго? СПИН, Опра Уинфри, аеробиката на Джейн Фонда, списание Premiere, крек, убийството на Джон Ленън, Майкъл Джексън, MTV, хевиметъл, поп музика, Нова вълна, видеоигри, подплънки, глем метъл, Мадона.

#### Рози
- През 1984 г. „Фани и Александър“ на Ингмар Бергман получава рекордните за неанглоезичен филм 4 статуетки.
- Пол Нюман най-сетне се сдобива с Оскар за мъжка роля в „Цветът на парите“ (1987), но не идва на церемонията, обяснявайки, че е суеверен и всеки път, когато се появява, не печели. Нюман и Джоан Удуърд са втората след Вивиан Лий и Лорънс Оливие семейна двойка, в която и двамата съпрузи имат Оскар.
- 1987 носи девет статуетки от девет номинации за „Последният император“ на Бернардо Бертолучи.

#### Бодли
- Получавайки Оскар за най-добра мъжка роля в „Рейнман“ през 1988, Дъстин Хофман забравя да благодари на своя екранен партньор Том Круз.

### 1989 – 1998
Ерата на големите пари, големите спецефекти и екшън жанра. Мултиплексите настъпват, появяват се мегазвезди – не според таланта, а по размер на хонорари и капризи. Начало на цифровата революция: излизат първите DVD плейъри (1997). Най-впечатляващата драма, използвала голямо количество специални ефекти, е „Форест Гъмп“ (1994), където героят е „вкаран“ в архивна снимка. Disney е първата студия, натрупала милиард долара от разпространение (1994), а датчанинът Ларс фон Триер и компания измислят собствени правила за правене на кино: възниква Догма 95, използваща цифрова видеокамера. Иначе: глобализация, компютри, интернет, падане на Берлинската стена, смъртта на Фреди Меркюри, овцата Доли, Microsoft, мобилни телефони, DVD, пиърсинги, хип-хоп, екстремни спортове, гръндж, смъртта на Кърт Кобейн, О Джей Симпсън, Семейство Симпсън, Туин Пийкс, компютърни игри, Моника Люински, смъртта на Тупак Шакур, Приятели.

#### Рози
- 5 основни Оскара получава през 1992 трилърът „Мълчанието на агнетата“ на Джонатан Деми. Били Кристъл, водещият на церемонията, не излиза на сцената – изнасят го като героя от филма Ханибал Лектър, в същата отвратителна маска.
- Оскарът на Вивиан Лий (Отнесени от вихъра) е продаден на търг за $ 500 000 през 1994.
- През 1997 драмата „Английският пациент“ на Антъни Мингела получава 9 награди Оскар.

#### Бодли
- 1993 – дамският Оскар е за Мариса Томей („Братовчед ми Вини“), победила Ванеса Редгрейв. Носят се слухове, че връчващият стауетката неправилно е прочел името на победителката и грешката му е трябвало да се замаже.

### 1999 – 2007
Ерата на новите суперкомпютърни технологии, на римейки на хорър филми, на внушителни фентъзи и комиксови екранизации. Студията Pixar се превръща в анимационен законодател – дори Disney се отказва от класическата двуизмерна анимация. В борбата между DVD и видеото побеждава DVD. Основното събитие на десетилетието, ако не и на века обаче е атентатът от 11 септември 2001. Стачката на Гилдията на сценаристите, започнала през 2007, застрашава церемонията за Оскар 2008. И още: глобалното затопляне, цифрови фото- и видеокамери, „Страстите Христови“ с печалбата от $ 370 милиона, заплахата от тероризма, Хари Потър, Ирак, GPS, изследванията на Марс, братя Уашовски, „Сексът и градът“, компютърната игра по Кръстникът, Майкъл Мур, Буш младши, блоговете, youtube, смъртта на Бергман и Антониони.

#### Рози
- Оскар обиква азиатското кино. През 2001 „Тигър и Дракон“ на Анг Лий е номиниран едновременно за филм на годината и за най-добра неанглоезична лента. Има общо 10 номинации и 4 статуетки.
- Роберто Бенини получава два Оскара – за най-добър неанглоезичен филм и за главна мъжка роля в „Животът е прекрасен“ (1999). Излизайки на сцената втория път, той крещи: „Това е някаква чудовищна грешка! Вече използвах целия си запас от английски!“
- През март 2002, след 11 септември, организаторите искат да отложат церемонията, но президентът на Академията – Франк Пиърсън, заявява: „Ако се поддадем на страха, ако не успеем да се занимаваме с всекидневните си неща, значи терористите са ни победили.“ Церемонията се провежда, макар и не толкова пищно.
- „Черен“ Оскар 2002: призът за най-добра мъжка роля получава Дензъл Уошингтън „Тренировъчен ден“, за женска – Холи Бери (Балът на чудовищата), а една от почетните награди – Сидни Поатие.
- „Розовият“ Оскар 2006: в конкурса участват „Планината Броукбек“, „Капоти“ и „Трансамерика“, които по различен начин третират хомо- и транссексуалната тема.

#### Бодли
- 55 статуетки са откраднати преди церемонията през 2000. После са намерени, но не всичките.
- Miramax е обвинена, че е купила номинация за „Шоколад“ на Ласе Халстрьом (2001).
- 75-а церемония съвпада с навлизането на американските войски в Ирак през 2003, което предизвиква победителя в категорията за най-добър документален филм Майкъл Мур да каже всичко, което си мисли за президента Буш.
- Саша Барън Коен трябва да връчи един от Оскарите през 2007. Когато разбира, че не му разрешават да се появи като своя герой Борат Сагдиев, той отказва да участва в церемонията.

#### Бисери
- Оскар и аз имаме много общи неща. Той дойде в Холивуд през 1928. Аз също. Освен това и двамата сме малко очукани, но все още сме тук и скоро нямаме намерение да си ходим. (Джон Уейн при връчването на статуетката за най-добър филм на „Крамър срещу Крамър“, 1979)
- Внезапно идеята да отида на работа утре започна да ми се струва не много добра. (Стивън Содърбърг, най-добър режисьор за „Трафик“, 2001)
- Предполагам това доказва, че в Академията има толкова откачалки, колкото навсякъде другаде. (Джак Никълсън, най-добър актьор за „Полет над кукувиче гнездо“, 1976)
- Тази нощ искам да пуша и да се напия! (Грейс Кели, най-добра актриса за „Провинциалистката“, 1955)
- Цяла вечер се опитвах да се държа нормално, но не спирах да си мисля: „Моля ви, изберете мен!“ (Упи Голдбърг, най-добра поддържаща актриса за „Призрак“, 1991)
- Искам преди всичко да благодаря на баща ми. Когато му казах, че искам да стана актьор, той отговори: „Чудесно. Но си избери и някаква допълнителна професия. Например заварчик. (Робин Уилямс, най-добър поддържащ актьор за Добрият Уил Хънтинг, 1998)
- Може да няма гениталии, но държи меч! (Дъстин Хофман, най-добър актьор за „Крамър срещу Крамър“, 1979)
- Името ми е Конъри. Шон Конъри (Шон Конъри, най-добър поддържащ актьор за Недосегаемите, 1988)
- Престани да плачеш, Джулиета! (Федерико Фелини към съпругата си Джулиета Мазина при получаването на почетния Оскар през 1993)
- Не знам защо го дават на мен. Не съм виновна. (Жулиет Бинош, най-добра поддържаща актриса за Английският пациент, 1997)
- Отсега нататък ще бъда Джордж Клуни – носителят на Оскар. „Най-сексапилният мъж“ и „Батман“ току-що загинаха при странни обстоятелства. (Джордж Клуни, най-добър поддържащ актьор за Сириана, 2006)